# Dominikus I. von Lieblein

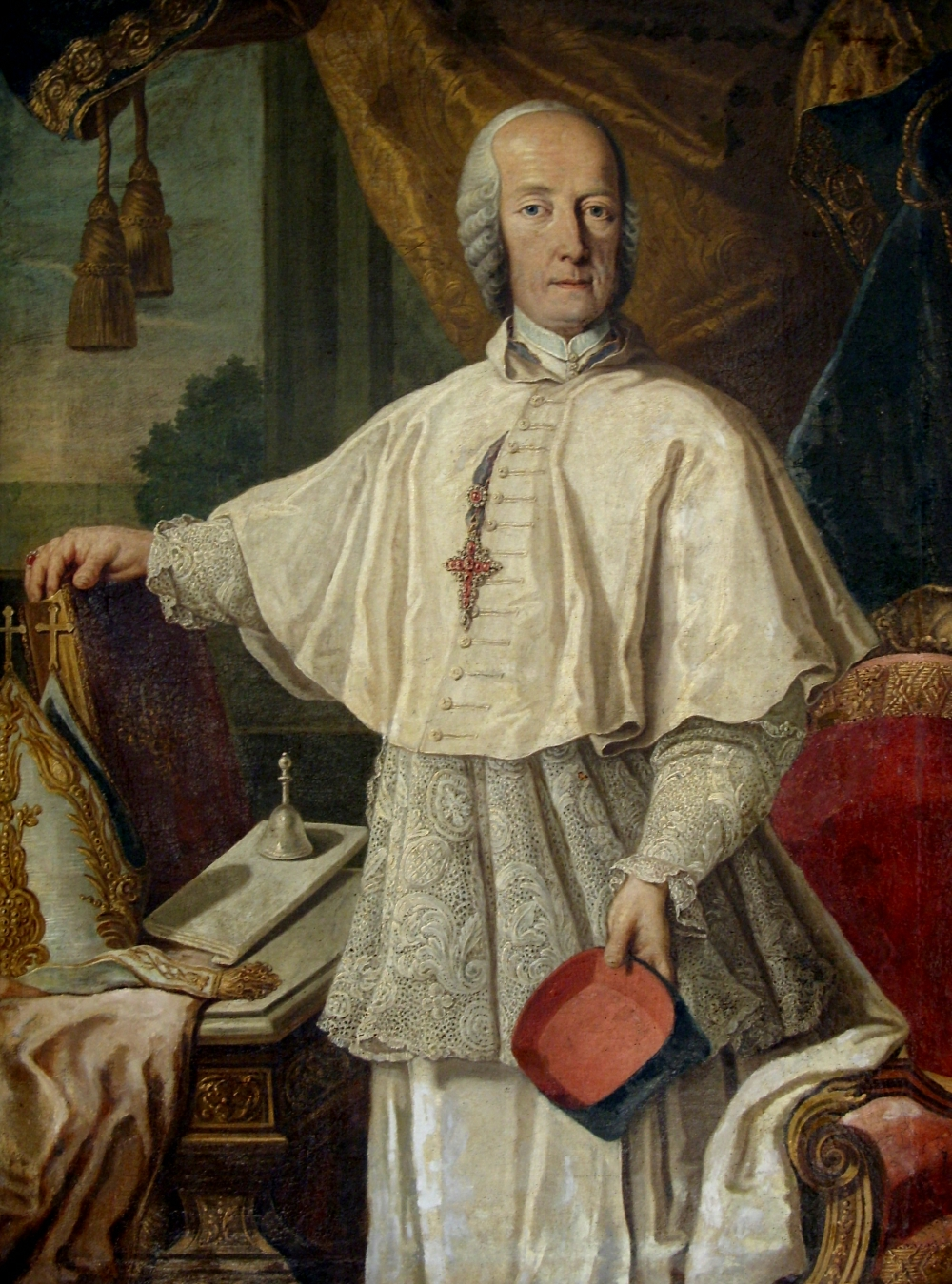
Dominikus I. von Lieblein

Dominikus I. von Lieblein OPraem (geboren als Jodok Bernhard Lieblein; auch Johann Bernhard; * 1706 in Burggrub, heute Geiselwind; † 6. Juni 1771 in Speinshart) war ein Prämonstratensermönch. Zwischen 1734 und 1771 stand er dem Kloster Speinshart im oberpfälzischen Speinshart als Abt vor.

## Das Kloster vor Lieblein
Das Kloster Speinshart war nach der Auflösung des Klosters während der Reformationszeit erst in den 1660er Jahren wieder besiedelt worden, wobei wiederum Prämonstratenser in die Baulichkeiten einzogen. Der Konvent erlebte einen rasanten Aufstieg und wurde bereits im Jahr 1691 zu einer Abtei erhoben. Vorausgegangen waren um 1684 die Bemühungen der Chorherren von Speinshart die mittelalterliche Wallfahrt zum Barbaraberg wiederzubeleben. Schließlich fertigte Pater Hugo Strauß Pläne für einen Neubau der Wallfahrtskirche im Stil des Rokoko. Die Anlage der Kirche und die Barockisierung weiterer Baulichkeiten im Einflussbereich des Klosters wurde vor allem von italienischen Baumeistern vorangetrieben.

## Leben
Dominikus Lieblein wurde im Jahr 1706 in Burggrub geboren und auf die Namen Jodok Bernhard getauft. Das Dorf war Teil der Herrschaft Schwarzenberg und gehört heute zur Gemeinde Geiselwind. In der Forschung wird immer wieder darauf hingewiesen, dass Lieblein eventuell auch in Geiselwind selbst geboren wurde. Gesichert ist, dass der Vater als herrschaftlicher Beamter vor Ort tätig war. Nach seiner Schulzeit trat Lieblein in den Prämonstratenserorden ein. Seine Ordensgelübde legte er im Jahr 1725 ab, wobei zu diesem Zeitpunkt auch die Namensänderung in Dominikus vorgenommen wurde. Bereits als Ordensmitglied nahm Lieblein ein Studium an der kurfürstlichen Universität Ingolstadt auf. Dieses Studium führte er an der Bamberger Akademie weiter.
Nach dem Ende der akademischen Ausbildung wurde Dominikus Lieblein im Jahr 1731 zum Priester geweiht. Innerhalb des kleinen Konvents von Speinshart stieg er schnell auf. Im Jahr 1734 wurde er bereits zum Abt gewählt und erhielt seine Weihe. Unter Abt Dominikus I. wurde zwischen 1741 und 1756 die Wallfahrtskirche auf dem Barbaraberg neu errichtet. Zugleich gelang es dem Abt, auch die Klosterbaulichkeiten zu erweitern. Für 1749 ist die Errichtung eines Refektoriums auf dem Klostergelände belegt. Lieblein wurde 1756 zum Generalvikar der bayerischen Vikarie des Prämonstratenserordens ernannt, vorausgegangen waren einige Entsendungen von Mönchen aus seinem Konvent an verschiedene Hochschulen. Auch in den Klosterdörfern ließ er die Kirchen ausbauen. So wurde in Kirchenlaibach ein neues Gotteshaus erbaut. Bis 1771 wurde außerdem die Filialkirche in Oberbibrach im Inneren neu ausgestattet. Abt Dominikus I. von Lieblein starb am 6. Juni 1771 in Speinshart.